# Eccoptosage lutea
Eccoptosage lutea är en stekelart som först beskrevs av Cameron 1903.  Eccoptosage lutea ingår i släktet Eccoptosage och familjen brokparasitsteklar. Inga underarter finns listade i Catalogue of Life.